# Biserica reformată din Sic
Biserica reformată-calvină din Sic este un monument istoric aflat pe teritoriul satului Sic, comuna Sic. În Repertoriul Arheologic Național, monumentul apare cu codul 59425.06.01.

## Istoric
Arhitectura bisericii este înrudită cu cea a Mănăstirii Cârța, fapt care a dus la concluzia că meșterii care au construit biserica în secolul al XIII-lea au provenit de pe șantierele cistercienilor din Transilvania.

## Galerie de imagini

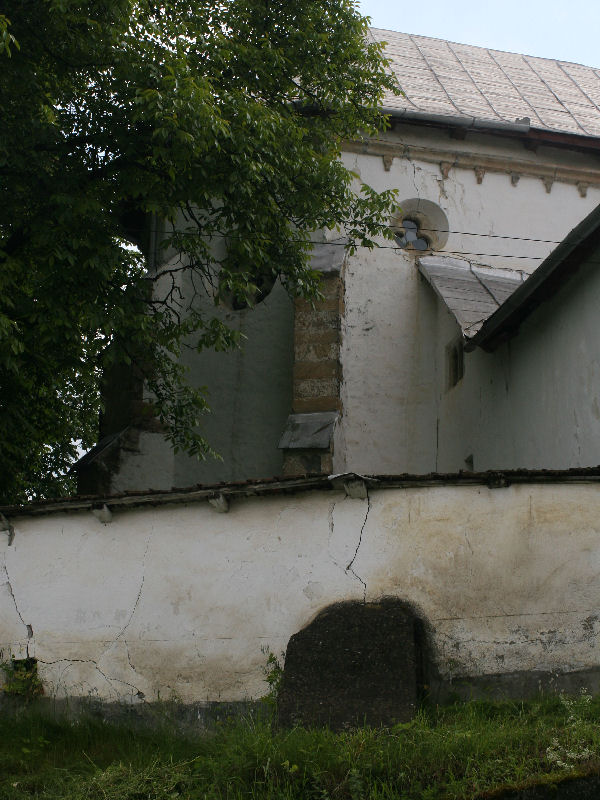
Detaliu al corului, cu fereastra de factură cisterciană